# Srebrenka
 Ovo je glavno značenje pojma Srebrenka. Za druga značenja pogledajte Srebrenka (razdvojba).
Srebrenka je metalna olovka sastavljena od legure olova i srebra. Olovo ostavlja trag, a srebro daje čvrstoću.
Srebrenka je analitička slikarska tehnika. Umjetnici na analitički način prikazuju motiv do zadnjeg detalja, te pokušavaju ostvariti znanstvenu točnost. Crtež napravljen srebrenkom zato može biti savršeno čist, i veoma detaljan. Srebrenka je i ujednačena jer se ne troši. Umjetnik koji koristi srebrenku je racionalan i svoje stvaralaštvo bazira na znanosti. Štoviše, za cijelu renesansu možemo reći da je racionalna, ali će Leonardo da Vinci neobično dobro objediniti racionalni spoj elementa s emotivnim.